# Apothekergasse 11 (Esslingen)

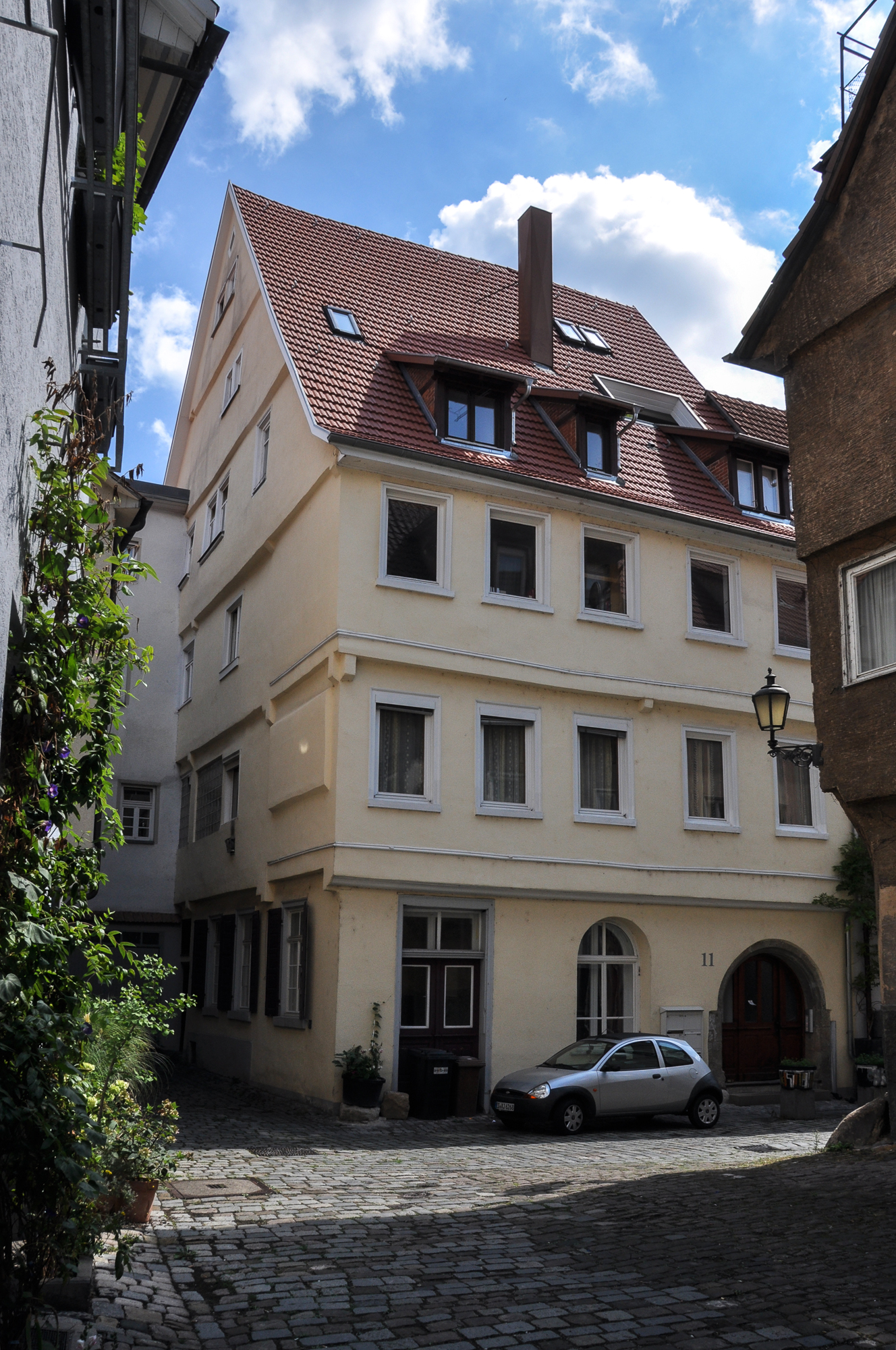
Haus Apothekergasse 11 in Esslingen am Neckar

Das Gebäude Apothekergasse 11 in Esslingen am Neckar, einer Stadt im Landkreis Esslingen in Baden-Württemberg, wurde 1493/94 errichtet. Das Wohnhaus ist ein geschütztes Kulturdenkmal.
Das dreigeschossige, verputzte Fachwerkhaus in Ecklage ist ein zweizoniger Bau in Stockwerkbauweise. In der Mitte des 17. Jahrhunderts wurde das Haus nach Westen verlängert. Dadurch wurde die Sichtfachwerkfassade ins Gebäudeinnere verlegt. An der Giebelseite fällt im ersten Obergeschoss ein verputzter Fenstererker auf.
In den Wohnräumen des zweiten Obergeschosses ist eine Holzbalkendecke mit Resten einer Rankenbemalung aus dem 17. Jahrhundert erhalten.
Das Haus Apothekergasse 13 wurde ohne eigene rückwärtige Giebelwand an das Gebäude angebaut, es war im ersten Obergeschoss und Dachgeschoss bis ins 19. Jahrhundert mittels Durchgängen verbunden.